# Ernest Giles
William Ernest Powell Giles (ur. 7 lipca 1835 w Bristolu, zm. 13 listopada 1897 w Coolgardie) – brytyjski podróżnik i odkrywca. Najbardziej znany jako organizator i dowódca czterech wypraw badawczych w centralnej Australii. W październiku 1872 jako pierwszy Europejczyk ujrzał monolity Kata Tjuta (Mount Olga).
Urodził się w Bristolu w południowo-zachodniej Anglii, w wieku 15 lat (1850) wyemigrował wraz z rodzicami do Adelaide w Australii. Zorganizował cztery wyprawy badawcze w 1872–1873, 1874, 1875 i 1876.